# Dangerously in Love World Tour
Dangerously in Love World Tour — международный тур американской певицы Бейонсе, прошедший в 2003/2004 году в поддержку её альбома Dangerously in Love, первый сольный тур певицы. Помимо песен с альбома Dangerously in Love в сет-лист композиции, посвящённые группе Destiny's Child и песни из фильма «Борьба с искушениями» (2003). Оформление сцены состояло из большого экрана, на который передавалось изображение Бейонс и её танцевальной группы, а также демонстрировались отрывки из музыкальных видеоклипов и другие предварительно записанные материалы. Концерты прошли только в Европе. Запись выступления на «Уэмбли Арена» в Лондоне выпущено в виде фильма Live at Wembley (2004). 

## Сет-лист
1. «Baby Boy»
2. «Naughty Girl»
3. «Fever»
4. «Hip Hop Star»
5. «Yes»
6. «Work It Out»
7. «Gift from Virgo»
8. «Be with You»
9. «Speechless»
10. Medley:
  1. «Bug a Boo»
  2. «No, No, No Part 2»
  3. «Bootylicious»
  4. «Jumpin',Jumpin'»
  5. «Say My Name»
  6. «Independent Women Part I»
  7. «03 Bonnie & Clyde»
  8. «Survivor»
11. «Me, Myself and I»
12. «Summertime»
13. «Dangerously in Love 2»
14. «Crazy in Love»

## Даты концертов
| Дата           | Город     | Страна            | Арена                         |
| Европа         | Европа    | Европа            | Европа                        |
| -------------- | --------- | ----------------- | ----------------------------- |
| 3 ноября 2003  | Манчестер | Великобритания    | Manchester Evening News Arena |
| 7 ноября 2003  | Шеффилд   | Великобритания    | Hallam FM Arena               |
| 9 ноября 2003  | Ньюйкасл  | Великобритания    | Telewest Arena                |
| 10 ноября 2003 | Лондон    | Великобритания    | Wembley Arena                 |
| 11 ноября 2003 | Лондон    | Великобритания    | Wembley Arena                 |
| 13 ноября 2003 | Бирмингем | Великобритания    | NEC Arena                     |
| 14 ноября 2003 | Белфаст   | Северная Ирландия | Odyssey Arena                 |
| 15 ноября 2003 | Дублин    | Ирландия          | Point Theatre                 |
| 19 ноября 2003 | Амстердам | Нидерланды        | Heineken Music Hall           |